# SD80
SD80 – oznaczenie na Polskich Kolejach Państwowych 3 wagonów spalinowych, wyprodukowanych w roku 1949 w zakładach OM w Mediolanie, na bazie wagonów serii ALn 722 dla kolei włoskich FS. Na PKP nosiły oznaczenia serii kolejno: MsBx, MsAx, SD80 i SR70.

## Seria ALn722
Wagony spalinowe serii ALn722 były produkowane dla kolei włoskich w latach 1940–1957, w łącznej liczbie 322 sztuk. Stanowiły wspólną konstrukcję firm FIAT w Turynie (pudła wagonów) i OM w Mediolanie (napęd i wózki). W latach 1940–1941 FIAT wyprodukował pierwsze 100 wagonów (ALn 722.1001-1100), następne 99 wyprodukowała firma OM w latach 1940–1943 (ALn 772.3201-3299). Po II wojnie światowej firma OM wznowiła ich produkcję w dwóch transzach: 41 w latach 1948–1949 (ALn 722.3301-3341) i 83 w latach 1955–1957 (ALn 722.3342-3424). Zmiany konstrukcyjne w toku produkcji nie były wielkie i dotyczyły tylko wyposażenia. Pozostawały w eksploatacji do lat 80. XX w.

## Seria SD80
Po II wojnie światowej Polskie Koleje Państwowe były świadome braku doświadczenia polskich producentów taboru w zakresie produkcji spalinowych wagonów silnikowych. W związku z tym w 1949 roku zdecydowano się na zakup we włoskiej fabryce Officine Meccaniche trzech wagonów serii Aln772. Pojazdy były wyposażone w gniazda sterowania wielokrotnego, dzięki czemu możliwe było łączenie ich w dwuwagonowe zestawy trakcyjne. Pomalowane na niebiesko wagony wyposażone były w miękkie kanapy znajdujące się po obu stronach korytarza. Miejsce na bagaż przewidziano pod fotelami oraz na półkach umieszczonych nad oknami. Podłogę przedziału pasażerskiego wykonano z aluminiowej blachy falistej pokrytej płytami korkowymi i wyłożonej linoleum.
Włoskie wagony motorowe zostały zakupione przez PKP z inicjatywy inż. Franciszka Tatary. Z uwagi na ich podobieństwo do produkowanych przed wojną w Zakładach Cegielskiego wagonów SAx („lukstorpeda”), miały stanowić wzór dla ewentualnych nowych polskich konstrukcji, do których powstania jednak nie doszło. Różnicami w stosunku do włoskich wagonów było jedynie przeniesienie stanowiska maszynisty z lewej na prawą stronę i wyposażenie dodatkowo w kocioł grzewczy.
Trzy SD80 trafiły do Polski w sierpniu 1951 roku i początkowo nie miały stałego zatrudnienia. Pierwotnie oznaczone zostały jako seria MsBx (numery 090 051 do 090 053), od 1956 roku MsAx, a po wprowadzeniu nowego systemu oznaczeń w 1960 roku oznaczono je SD80 (SD80-01 do 03). W 1953 roku wagony przydzielono do lokomotywowni Warszawa Wschodnia. Od 1953 roku zaczęły kursować jako ekspresowy pociąg motorowy na trasie Warszawa Wschodnia – Gdynia. W 1959 roku z uwagi na wzrastające potrzeby przewozowe na poprzedniej trasie, skierowano je na nowe połączenie z Warszawy do Bydgoszczy i Poznania (skład dwóch wagonów rozdzielał się w Kutnie). Maksymalna dozwolona prędkość wynosiła 115 km/h. W 1960 roku wagony te zaczęły kursować w sezonie letnim na trasie Warszawa – Świnoujście jako pociąg „Błękitna Fala”, a w sezonie zimowym na trasie Warszawa – Gdynia jako „Strzała Bałtyku”. W 1961 roku „Błękitna Fala” na odcinku Poznań – Szczecin Dąbie kursowała z prędkością techniczną 100,9 km/h i był to wówczas najszybszy skład kolejowy w Polsce. W 1962 roku wagony SD80 przeniesiono do obsługi ekspresu „Lech” na trasie Warszawa – Poznań. Od 1963 roku, w związku z dostawami węgierskich SN61 i rozwojem trakcji elektrycznej, wagony zostały przeniesione do lokomotywowni Gdańsk-Południe i nie były już intensywnie użytkowane. Zdemontowano z nich sterowanie wielokrotne i od 1967 roku przemianowano na wagony inspekcyjne SR70 (wagon spalinowy specjalnego przeznaczenia bez sterowania wielokrotnego). SR70-01 i 03 zostały skasowane w 1969 roku i 1972 roku, natomiast SD80-02 został w 1966 roku przekazany do lokomotywowni we Wrocławiu i jeszcze do 1969 roku był wykorzystywany w ruchu pasażerskim, do 1972 roku w ruchu roboczym, a skreślono go z inwentarza w 1974 roku.

## Inne dane
- rozstaw czopów skrętu – 16 m
- baza wózka – 3050 mm
- rozstaw osi skrajnych – 19 m
- masa napędna – 20 Mg
- nacisk osi na szynę – 10 kN

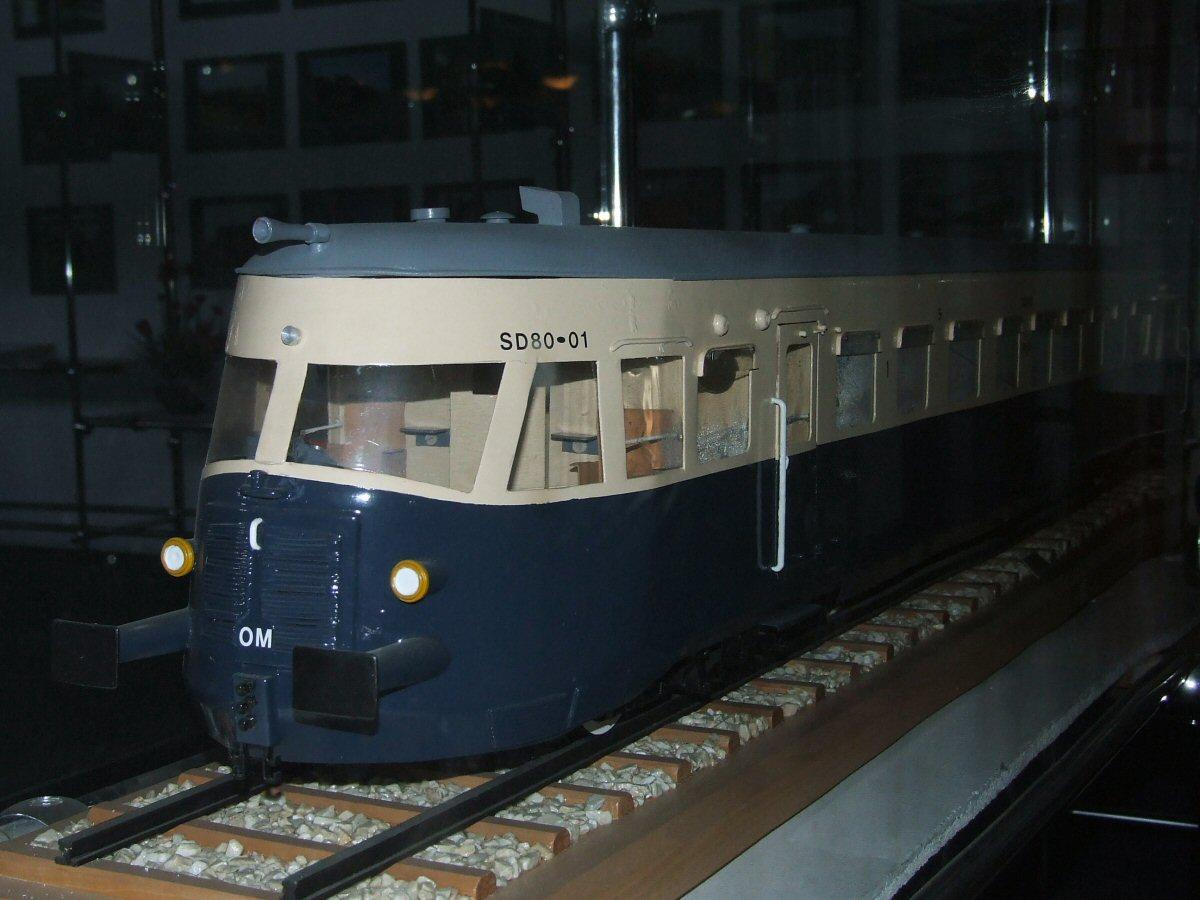
Model SD80 w Muzeum Kolejnictwa w Warszawie

- typ przekładni – Lysholm-Smith DF 1,15
- zapas paliwa – 550 l
- oświetlenie – żarowe, 24 V
- ogrzewanie – wodne, nawiewne

## Zachowany SD80
Jedyny zachowany, choć obecnie bardzo mocno niszczejący wagon SR70-02 znajduje się w Warszawie. Był eksponatem Muzeum Kolejnictwa, lecz później został zdewastowany i odstawiony na tory postojowe stacji Warszawa Główna Osobowa. Od 15 grudnia 2009, po jego zabezpieczeniu, czeka na odbudowę.

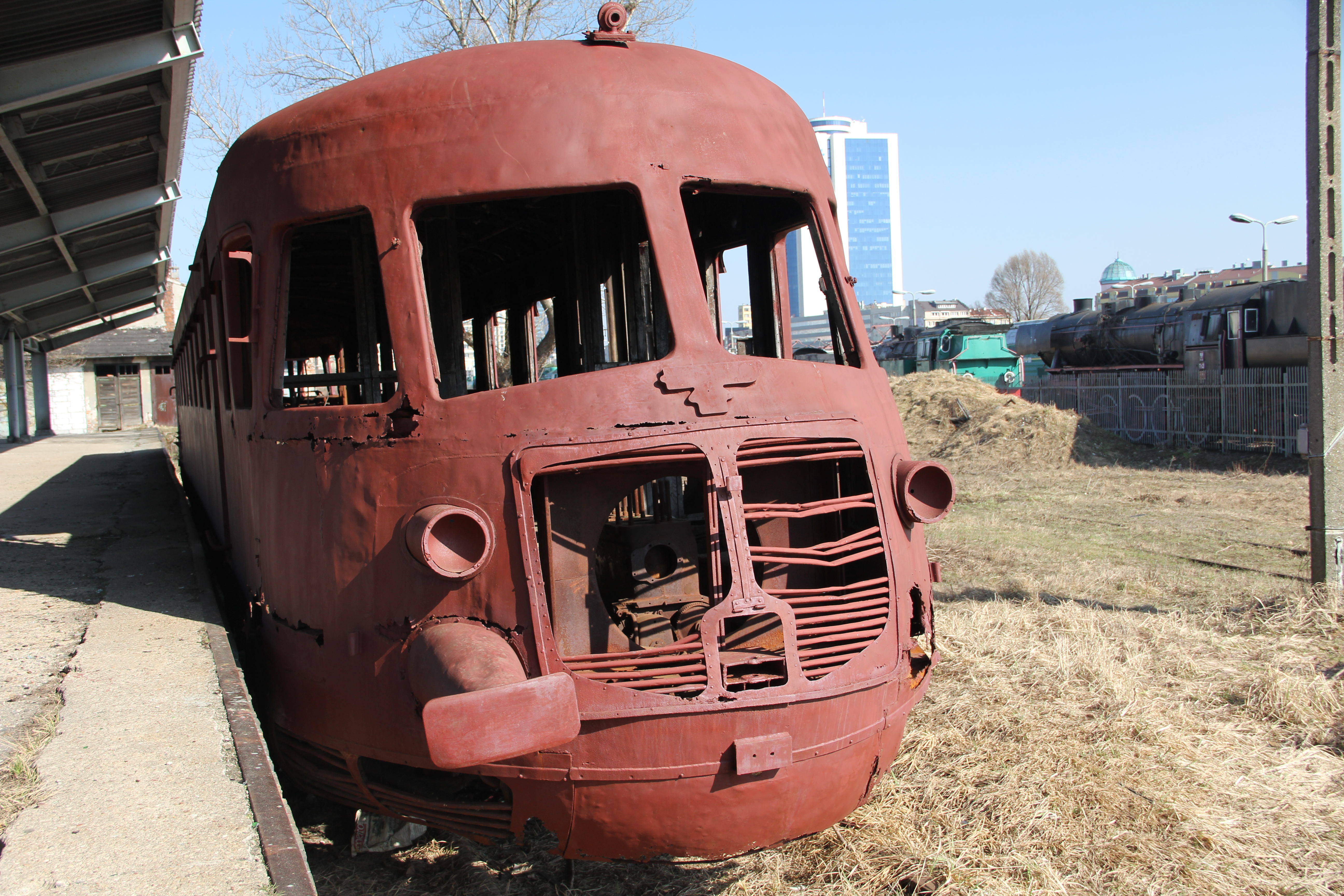
Wrak SD80
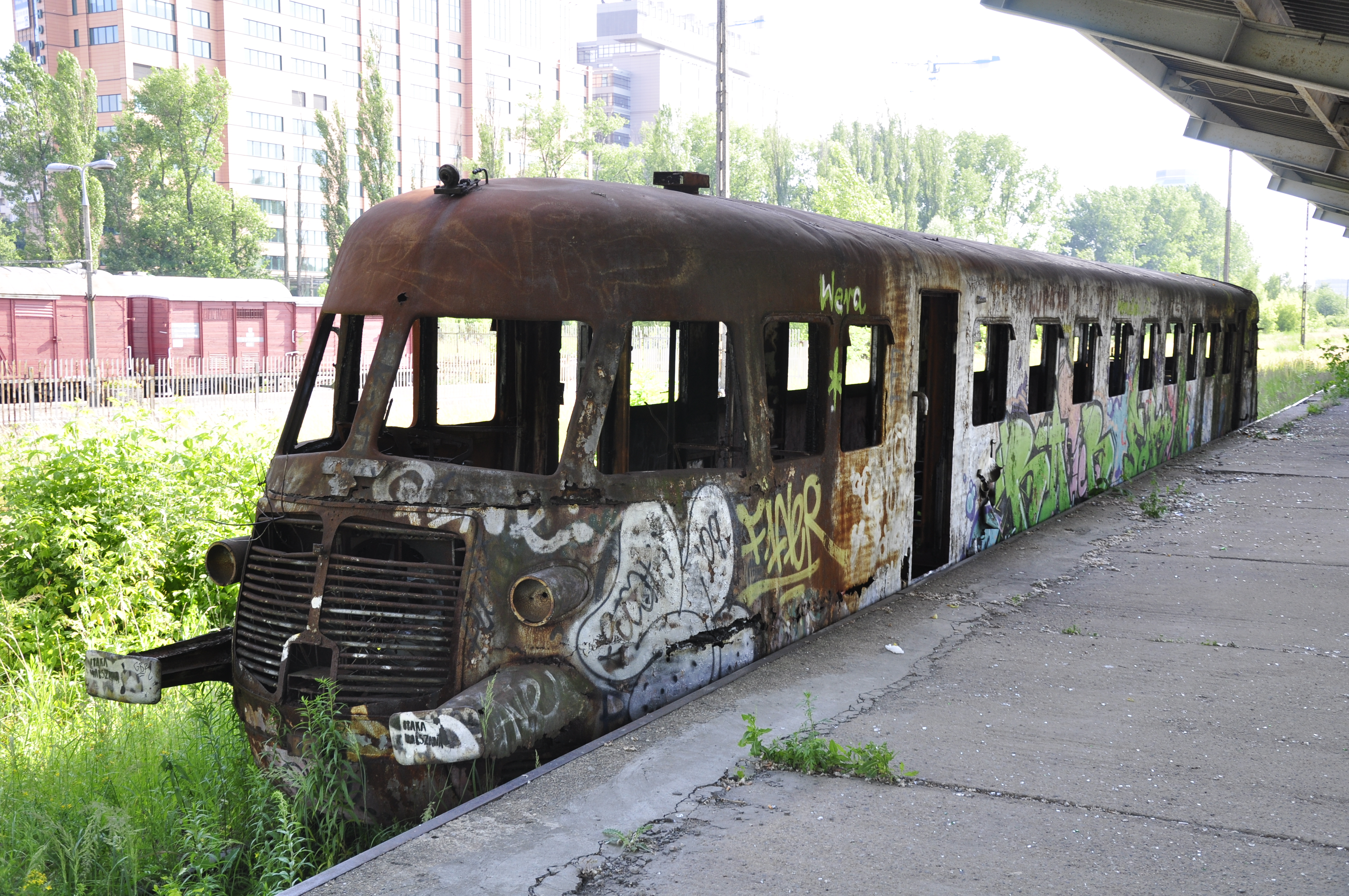
Wrak SD80
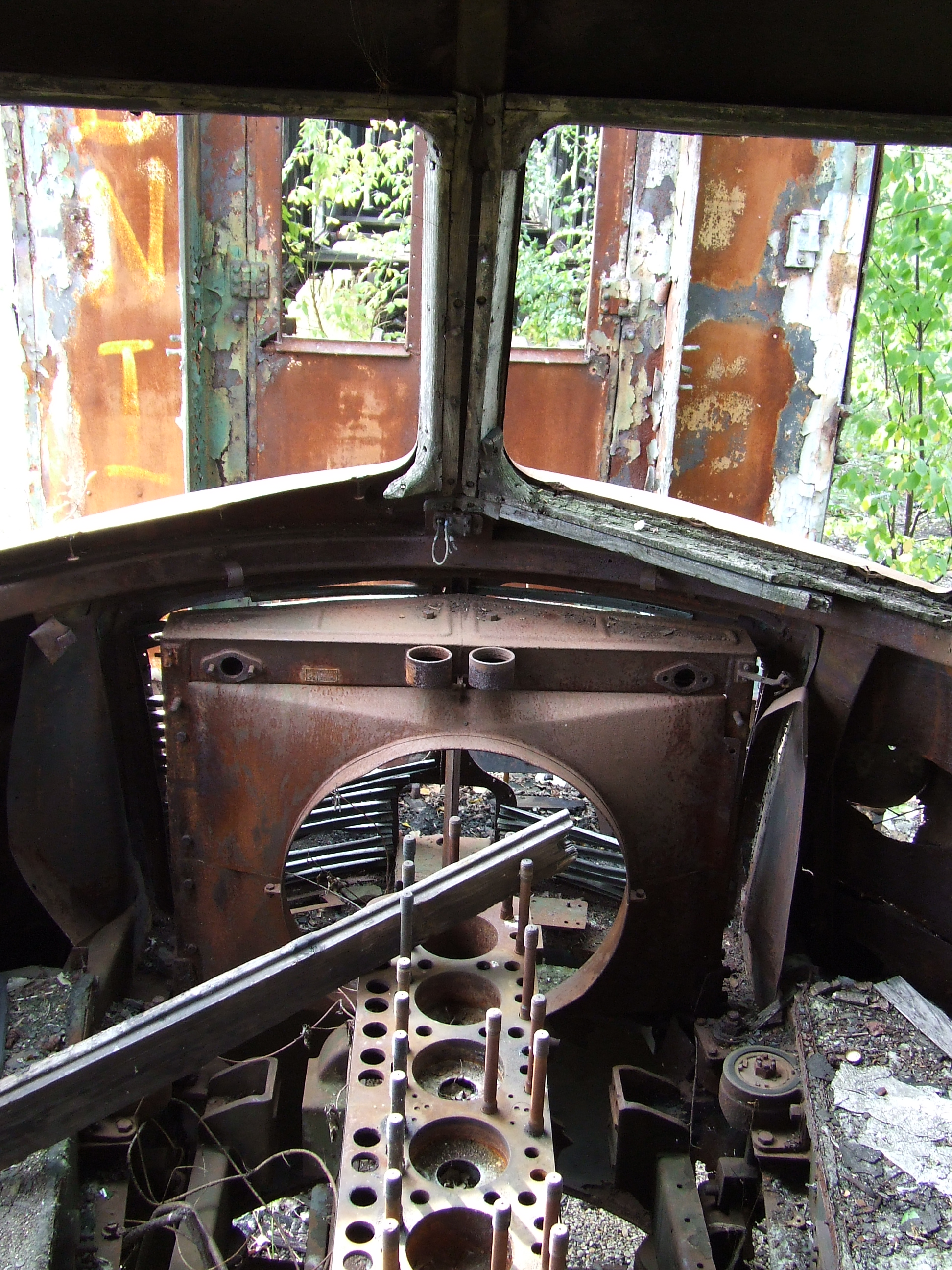
Kabina maszynisty
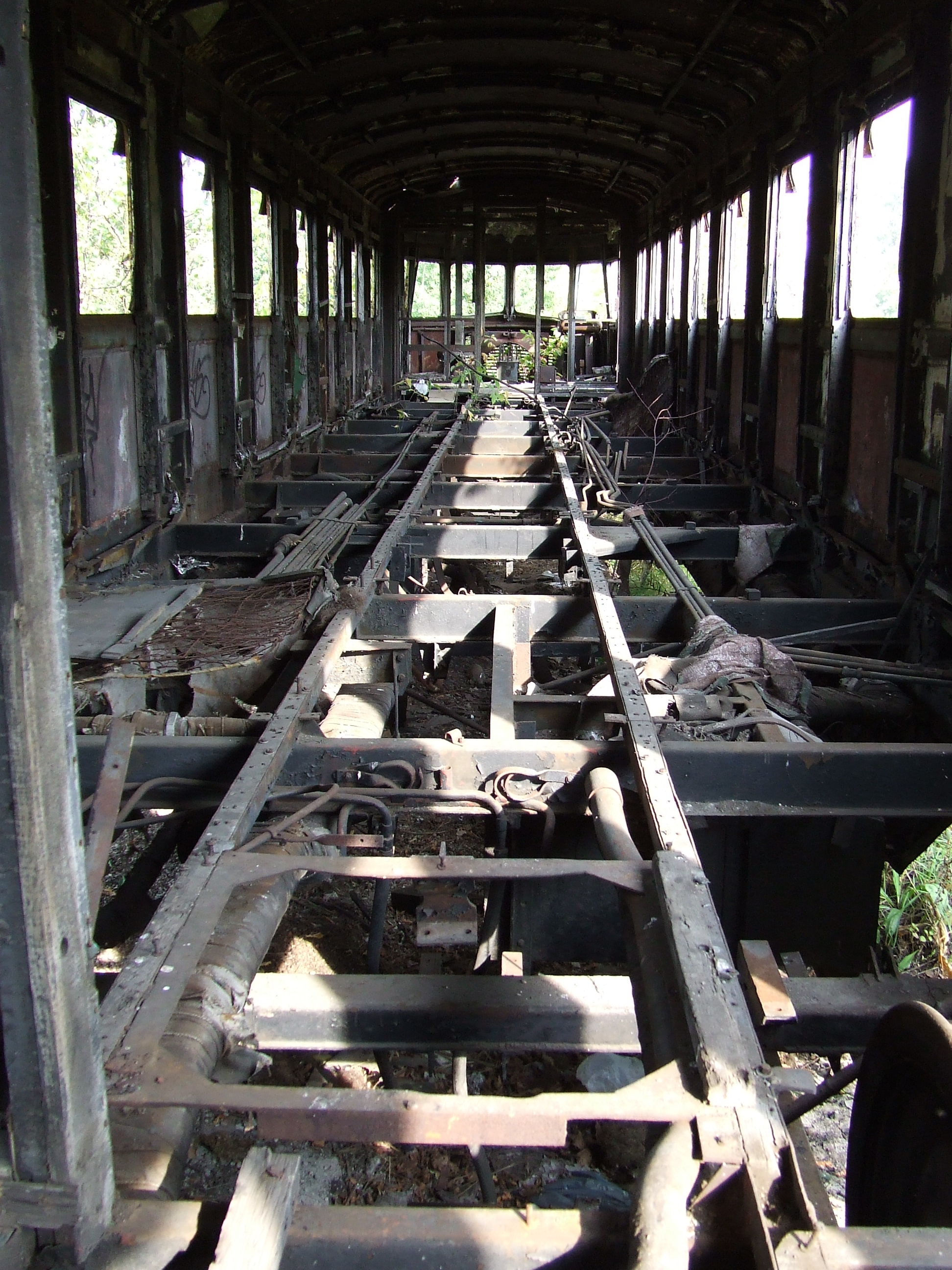
Zniszczone wnętrze